# دان غونزاليس
دان غونزاليس (بالإنجليزية: Dan Gonzales)‏ هو لاعب كرة قاعدة أمريكي، ولد في 30 سبتمبر 1953 في ويتير في الولايات المتحدة.

## وصلات خارجية
- دان غونزاليس على موقع الدوري الياباني لكرة القاعدة (الإنجليزية)
- دان غونزاليس على موقعبيزبول رفرنس.كوم (الدوري الرئيسي) (الإنجليزية)
- دان غونزاليس على موقعبيزبول رفرنس.كوم (الدوري الثانوي) (الإنجليزية)